# NGC 1503
NGC 1503 (również PGC 14137) – galaktyka spiralna z poprzeczką (SB0-a), znajdująca się w gwiazdozbiorze Sieci. Odkrył ją John Herschel 2 listopada 1834 roku.